# An Actor Prepares
 An Actor Prepares es una película de comedia dirigida por Steve Clark y escrita por Clark y Thomas Moffett. La película es protagonizada por Jeremy Irons, Jack Huston, Mamie Gummer, Ben Schwartz, Matthew Modine y Frankie Faison. Fue estrenada el 31 de agosto de 2018 por Gravitas Ventures.

## Sinopsis
Después de sufrir un ataque al corazón, un actor alcohólico se ve obligado a embarcarse en un viaje de carretera con su hijo distanciado. 

## Reparto
- Jeremy Irons como Atticus Smith.
- Jack Huston como Adam.
- Mamie Gummer como Annabelle.
- Ben Schwartz como Jimmy.
- Matthew Modine como Charlie.
- Frankie Faison como Deacon Frank Dodge.
- Whitney Goin como Adela Dodge.
- Will Patton como Sabiduría.
- Megalyn Echikunwoke como Clementine.
- Larry Pine como Jack Dorner.
- Colby Minifie como Danielle.
- Danielle Lyn como Nicole.
- Catherine Dyer como Dorothea.